# (1543) Bourgeois
(1543) Bourgeois ist ein Asteroid des Hauptgürtels, der am 21. September 1941 vom belgischen Astronomen Eugène Joseph Delporte in Ukkel entdeckt wurde.
Der Asteroid ist dem belgischen Astronomen Paul Bourgeois gewidmet.